# ገ
Cette page contient des caractères éthiopiques. En cas de problème, consultez Aide:Unicode ou testez votre navigateur.
ገ (« gä ») est un caractère utilisé dans l'alphasyllabaire éthiopien comme symbole de base pour représenter les syllabes débutant par le son /g/.

## Usage
L'écriture éthiopienne est un alphasyllabaire ou chaque symbole correspond à une combinaison consonne + voyelle, organisé sur un symbole de base correspondant à la consonne et modifié par la voyelle. ገ correspond à la consonne « g » (ainsi qu'à la syllabe de base « gä »). Les différentes modifications du caractères sont les suivantes :
- ገ : « gä »
- ጉ : « gu »
- ጊ : « gi »
- ጋ : « ga »
- ጌ : « gé »
- ግ : « ge »
- ጎ : « go »
- ጏ : « goä »

ገ est le 20e symbole de base dans l'ordre traditionnel de l'alphasyllabaire.

## Historique

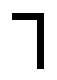
Caractère « g » de l'alphabet arabe méridional.

Le caractère ገ est dérivé du caractère correspondant de l'alphabet arabe méridional.

## Variantes
ገ possède les variantes suivantes :
- ጐ, variante labialisée ;
- ጘ, variante nasalisée.

## Représentation informatique
- Dans la norme Unicode, les caractères sont représentés dans la table relative à l'éthiopien[1] :
  - ገ : U+1308, « syllabe éthiopienne gä »
  - ጉ : U+1309, « syllabe éthiopienne gou »
  - ጊ : U+130A, « syllabe éthiopienne gi »
  - ጋ : U+130B, « syllabe éthiopienne ga »
  - ጌ : U+130C, « syllabe éthiopienne gé »
  - ግ : U+130D, « syllabe éthiopienne ge »
  - ጎ : U+130E, « syllabe éthiopienne go »
  - ጏ : U+130F, « syllabe éthiopienne goä »